# Хуан Комар
Хуан Крус Комар (ісп. Juan Cruz Komar; нар. 13 серпня 1996, Росаріо) — аргентинський професійний футболіст, центральний захисник «Росаріо Сентраль».

## Кар'єра

### Ранні роки. «Бока Хуніорс»
Народився в місті Росаріо, провінція Санта-Фе. Футболом розпочав займатися в «Росаріо» під керівництвом Ренато Чезаріні, але згодом перебрався до академії «Бока Хуніорс». Дебютував за першу команду 3 листопада 2014 року в переможному (2:0) виїзному матчі чемпіонату проти «Сан-Лоренсо де Альмагро», в якому відіграв усі 90 хвилин. Першим голом за «Боку» відзначився 27 лютого 2015 року у переможному (2:1) поєдинку Кубку Лібертадорес проти «Монтевідео Вондерерз».

### «Тальєрес»
9 січня 2016 року відданий в оренду до «Тальєрес» з другого дивізіону чемпіонату Аргентини. Свій перший матч за нову команду провів 13 лютого 2016 року, проти «Віла-Дальмане», в якому допоміг своїй команді здобути перемогу (2:1). У цьому сезоні допоміг клубу підвищитися в класі. У липні 2016 року підписав повноцінний контракт з «Тальєрес».
7 листопада 2017 року Хуан Комар продовжив контракт з «Тальєресом» до 2023 року.
Після завершення кар'єри Пабло Гіньясу призначений капітаном «Тальєреса».

### «Росаріо Сентраль»
18 лютого 2022 року перейшов до «Росаріо Сентраль».

## Досягнення
«Бока Хуніорс»
- Прімера Дивізіон Аргентини
  -  Чемпіон (1): 2015